# Milmersdorf
Milmersdorf est une commune allemande de l'arrondissement de Spree-Neisse, Land de Brandebourg.

## Géographie
Milmersdorf se situe dans l'Uckermark, une région riche en forêts et lacs. Le territoire s'étend au sud de la Schorfheide (de) et est en partie dans la réserve de biosphère de Schorfheide-Chorin. Le plus grand lac de la commune est le Kölpinsee.
Milmersdorf n'a pas de centre de village typique ni de structure villageoise développée.
La commune comprend les quartiers et les zones d'habitation suivants :
Quartiers
| - Ahlimbsmühle - Engelsburg - Götschendorf | - Groß Kölpin - Hohenwalde - Milmersdorf | - Petersdorf - Petersdorfer Siedlung |

Zones d'habitation
| - Ahrensnest - Die Zehner-Siedlung - Haferkamp | - Hahnwerder - Luisenhof | - Schwarzer Tanger - Siedlung Schönberg |

|         |             | Gerswalde          |
| Templin | Milmersdorf |                    |
|         |             | Temmen-Ringenwalde |

Milmersdorf se trouve sur la ligne de Britz à Fürstenberg.

## Histoire
Milmersdorf est mentionné pour la première fois en 1320 sous le nom de Mildebraderstorp.
En 1849, la Postexpedition cesse à Milmersdorf en raison de l'achèvement de la route de Templin jusqu'à sa confluence avec la Berlin-Prenzlauer-Chaussee.
En 2007, une église orthodoxe russe est élevée.
Petersdorf fusionne avec Milmersdorf en mai 1954, Ahrensdorf en avril 1961 puis ira avec Templin en juillet 1993, Götschendorf en janvier 1973 et Groß Kölpin le 31 décembre 2001.

## Personnalités liées à la ville
- Hermann von Arnim (1802-1875), homme politique né et mort à Milmersdorf.